# Кайлаш
Кайлаш (на санскрит: कैलाश पर्वत, Кайлаша парвата) е мощен планински хребет и едноименен връх, висок 6638 m, в планинската система на Гандисъшан (Трансхималаите), в югозападната част на Тибетски автономен регион. Хребетът се простира от северозапад на югоизток на протежение около 300 km, като относителната височина над Тибетското плато е 1000 – 1500 m. Изграден е предимно от гранити. Южните склонове са силно разчленени от речната ерозия, а северните са предимно полегати. Снежната линия е на височина 5700 – 5900 m, а нагоре има доста ледници. Преобладават високопланинските сухи степи и ниска и рядка растителност. От южните му склонове водят началото си някои от най-дългите реки на Азия: Инд, Брахмапутра, Сутледж и Карнали. Планината е близо до езерата Манасаровар и Ракшастал в Тибет.
Връх Кайлаш е свещено място за пет религии: индуизма, будизма, джайнизма, сикхизма и местната тибетска религия бон. Индуистите вярват, че Кайлаш е жилището на бог Шива. Никой не се е изкачвал на Кайлаш в почит към религиозните вярвания. В миналото е имало няколко неуспешни опита за изкачване. През 2001 г. се появяват съобщения, че китайското правителство е разрешило на испански екип да покори върха, но това предизвиква международна реакция. Китайските власти оспорват тези съобщения и заявяват, че изкачването на връх Кайлаш е строго забранено.

## Имена
Името Кайлаш означава „кристал“ на санскрит. Тибетското му име е Гангс Рин-по-че, „снежен скъпоценен камък“. Друго местно име на планината е Тисе. В джайнизма е известен като Аштапада.

## Религиозно значение

### В индуизма
Според индуизма Шива, унищожителят на злото и мъката, живее на връх Кайлаш, където седи в непрестанна медитация заедно със съпругата си Парвати, дъщеря на Хималая. Богът на богатсвото, Кубера, също живее на или близо до планината. В много индуистки секти Кайлаш се счита за рай, крайната цел на душите и духовният център на света.
Според едно описание във Вишну пурана Кайлаш е центърът на света, четирите му стени са направени от кристал, рубин, злато и лазурит. Той е колоната, на която се крепи света, висок е 84 000 левги, центърът на световната мандала и е разположен в сърцето на четири планински вериги, символизиращи лотос. Четирите реки извиращи от Кайлаш текат по четирите световни посоки и разделят света на четири региона.
Най-големият и важен храм в комплекса пещерни храмове Елора в Махаращра, който е издълбан в скала, носи името на връх Кайлаш. Много от неговите скулптури и изображения описват епизоди от живота на Шива и Парвати, включително опитът на демона Равана да ги бутне от Кайлаш, като го разтърси.

### В будизма
Много места в района са свързани с Падмасамбхава (Гуру Ринпоче), чиито тантрически практики из тибетски свещени места установяват будизма като доминираща религия през 7 – 8 век.
Според легендата известният тантрически будистки учител Миларепа (ок. 1052 – ок. 1135) пристига в Тибет, за да предизвика застъпника на религията бон Наро Бон-чунг. Двамата се впускат в ужасяваща вещерска битка, но никой не успява да надделее. Накрая се съгласяват, че който пръв достигне връх Кайлаш ще се счете за победител. Нар Бон-чунг сяда на вълшебен барабан, с който започва да се извисява по склона, а последователите на Миларепа са сащисани виждайки учителя си да сяда в медитативна поза. Когато Наро Бон-чунг почти достига върха Миларепа скача и достига върха яздейки лъчите на светлината и по този начин печели състезанието. Той обаче хвърля шепа сняг на върха на планината Бонри, завещавайки я на последователите на бонпо.
Тантрическите будисти вярват, че Кайлаш е дом на Буда Чакрасамвара (тиб. Корло Демчок), който представлява върховното блаженство.

### В джайнизма
Джайнистите вярват, че основателят на тяхната религия Ришабхадева постига мокша или нирвана (духовно освобождение) на връх Аштапада (Кайлаш).

## Поклонничество
Всяка година хиляди поклонници се отправят към Кайлаш, следвайки хилядолетна традиция. Последователите на няколко религии вярват, че обикалянето на Кайлаш пеша е свещен ритуал, който носи щастие. Индуистите и будистите го обикалят по посока на часовниковата стрелка, а джайнистите и последователите на бон в обратна посока. Пътеката около Кайлаш е дълга 52 км.
Някои поклонници вярват, че обиколката на Кайлаш трябва да се извърши за един ден. Това не е лесно. Човек, който се намира в отлична форма и ходи бързо би завършил похода за 15 часа. Някои набожни хора извършват подвига, въпреки неравния терен, височинната болест и суровите условия, които се препречват на пътя. Други поклонници се подлагат и на много по-голямо предизвикателство: те преминават по маршрута, като вместо крачки извършват прострации на земята. Човекът се покланя, коленичи, просва се по цялата дължина на тялото си, прави знак с пръстите си, изправя се на колене, отправя молитва, след което пълзи на ръце и колене до знака, направен преди това, където повтаря същата процедура. По този начин върха може да се обиколи за най-малко четири дни от най-издръжливите.
Походът около свещената планина трябва да се прави пеша или на пони. Започвайки от височина 4500 м и минавайки през прохода Долма (5700 м) за похода са нужни три дни и две нощи. Първото място за бивакуване е на поляната Дирапук гомпа, на 2 – 3 км от прохода, а второто след преминаването на прохода и вървене надолу колкото се може по-далеч (с поглед към Гаури Кунд в далечината).
Планината е разположена в много отдалечена и негостоприемна част на Тибетските Хималаи. Някои съвременни удобства като пейки, места за почивка и будки за освежаване са направени в помощ на поклонниците. Според религиите, които почитат планината поставянето на крак върху склона ѝ е тежък грях, в резултат на който мнозина са загинали.

## Достъп
След китайското нашествие в Тибет през 1950 г. и последвалите гранични и политически разпри между Китай и Индия поклонничеството до легендарното жилище на Шива е прекратено от 1959 до 1980 г. След това е позволено на ограничен брой индийски поклонници да посещават мястото чрез дълъг и рискован поход през Хималаите или полет до Катманду или Лхаса, откъдето пътуването продължава през голямото тибетско плато с кола до Тарчен (4600 м) отнемайки четири дни и нощи.
Възможни маршрути за достигане до планината са през: Пекин-Лхаса; Катманду-Лхаце; Бишкек-Кашгар; Пекин-Урумчи-Кашгар; Алмати-Урумчи-Кашгар и Делхи-Дарчула.
През 1985 г. италианският алпинист Райнхолд Меснер получава разрешение от китайските власти да изкачи върха, но се отказва в последния момент.
През 2000 г. испанска експедиция заплаща значителна сума за правото (пермит) да изкачи върха. Експедицията установява базов лагер в подножието, но хиляди вярващи им преграждат пътя към върха. Милиони вярващи по целия свят изказват протест в резултат на което испанската експедиция се отказва от изкачване.